# ЧС (серия электровозов)
ЧС (ЧехоСловацкий) — серия электровозов, производившихся в Чехословакии, на заводе Škoda, и поставляемых на железные дороги СССР. Производились в общей сложности 40 лет (с 1957 по 1997), став самой массовой серией пассажирский электровозов на дорогах СССР

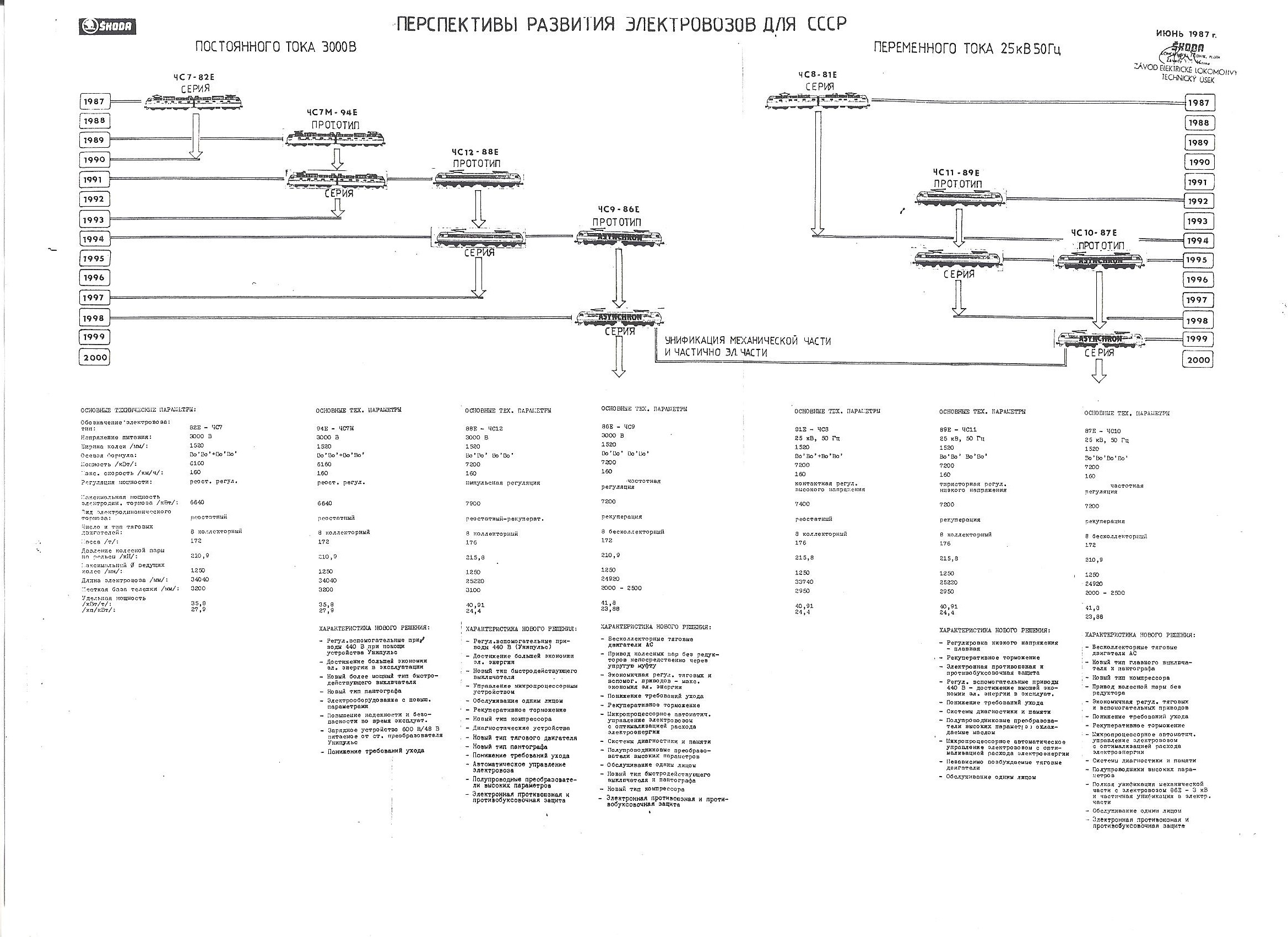
Неувидевшие свет проекты развития электровозов серии ЧС

## Список электровозов
| Серия          | Заводской тип        | Изображение | Осевая формула | Напряжение, В    | Годы производства                                                           | Количество, шт | примечания                                                                                               |
| -------------- | -------------------- | ----------- | -------------- | ---------------- | --------------------------------------------------------------------------- | -------------- | --- |
| ЧС1            | 24Е0, 41E0-2, 29Е0   |             | 20−20          | =3кВ             | 1957—1960                                                                   | 102            | |
| ЧС2            | 25E0, 34E0-4, 53E0-9 |             | 30−30          | =3кВ             | 1958-1973                                                                   | 942            | |
| ЧС2Т           | 63E0-2               |             | 30−30          | =3кВ             | 1972, 1974-1976                                                             | 120            | унифицирован с ЧС4Т                                                                                      |
| ЧС3            | 29E1-2               |             | 20−20          | =3кВ             | 1961                                                                        | 87             | усиленный вариант ЧС1                                                                                    |
| ЧС4            | 52E0-5               |             | 30−30          | ~25кВ, 50Гц      | 1965-1972                                                                   | 230            | |
| ЧС4Т           | 62E0-10              |             | 30−30          | ~25кВ, 50Гц      | 1971, 1973, 1974,1977-1986                                                  | 510            | унифицирован с ЧС2Т                                                                                      |
| ЧС5            | 48E0                 |             | 30−30          | =3кВ ~25кВ, 50Гц | 1966                                                                        | 2              | двухсистемный электровоз, кузов как у ЧС4                                                                |
| ЧС200          | 66E0-1               |             | 2(20−20)       | =3кВ             | 1974, 1979                                                                  | 12             | унифицирован с ЧС6                                                                                       |
| ЧС6            | 50E1-2               |             | 2(20−20)       | =3кВ             | 1979, 1981                                                                  | 30             | унифицирован с ЧС200                                                                                     |
| ЧС7            | 82E1-9               |             | 2(20−20)       | =3кВ             | 1983-1997                                                                   | 321            | унифицирован с ЧС8                                                                                       |
| ЧС8            | 81E0-2               |             | 2(20−20)       | ~25кВ, 50Гц      | 1983, 1987, 1989,                                                           | 82             | унифицирован с ЧС7                                                                                       |
| ЧС9            | 86E                  |             | 20+20−20+20    | =3кВ             | Проектная серия с 1998 года, прототип должен был быть построен в 1994 году. | проект         | односекционный восьмиосный электровоз с асинхронными двигателями, унифицирован с ЧС10                    |
| ЧС10           | 87E                  |             | 20+20−20+20    | ~25кВ, 50Гц      | Проектная серия с 1999 года, прототип должен был быть построен в 1995 году. | проект         | односекционный восьмиосный электровоз с асинхронными двигателями, унифицирован с ЧС9                     |
| ЧС11(узкокол.) | 17Е9                 |             | 20−20          | =1,5кВ           | 1966                                                                        | 12             | узкоколейный электровоз на 1,5 кВ                                                                        |
| ЧС11           | 89E                  |             | 20+20−20+20    | ~25кВ, 50Гц      | Проектная серия с 1995 года, прототип должен был быть построен в 1992 году. | проект         | односекционный восьмиосный электровоз с синхронными двигателями, унифицирован с ЧС12                     |
| ЧС12           | 88E                  |             | 20+20−20+20    | =3кВ             | Проектная серия с 1994 года, прототип должен был быть построен в 1991 году. | проект         | односекционный восьмиосный электровоз с синхронными двигателями, унифи 1. перенаправление цирован с ЧС11 |